# Visio Wettini
La Visio Wettini (tradotto: Visione di Wetti) è un testo in prosa scritto nell'824 da Heito di Reichenau in lingua latina. Dell'opera esiste anche una redazione in versi scritta nell'826 dall'allora diciottenne Valafrido Strabone, che probabilmente si occupò in tale occasione di revisionare anche il primo testo scrivendone, inoltre, la prefazione.
L'opera è una delle tre visioni dell'aldilà inquadrabili all'interno del contesto dell'abbazia di Reichenau nei primi decenni del IX secolo, insieme alla Visio cuiusdam pauperculae mulieris e alla Visio Baronti.

## Trama
L'opera racconta di visioni dell'oltretomba avute dal monaco Wetti, maestro della scuola del monastero di Reichenau, pochi giorni prima della sua morte.

### La malattia e la prima visione
Il testo si apre con una descrizione molto precisa della malattia del monaco Wetti, iniziata come un disturbo digestivo, dovuto all'assunzione di un intruglio fortificante assunto insieme ai confratelli, e poi degenerata fino a causarne nel giro di qualche giorno la morte. Il racconto seguente è quindi la restituzione delle due visioni ultramondane avute da Wetti nei momenti di dormiveglia e sonno durante la malattia, secondo un topos abbastanza comune nel genere delle visioni. La prima visione è molto più breve della seconda: Wetti, con gli occhi chiusi ma ancora lucido, vede apparire prima un monaco tremendamente deformato intenzionato a torturarlo, che lascia poi spazio a un’orda di diavoli che gli si stringono attorno; quando ormai il malato è convinto che sia giunta la propria ora, prima dei monaci dall’aspetto venerabile cacciano gli spiriti maligni, poi un angelo in vesti purpuree gli si rivolge con parole di conforto a cui Wetti risponde chiedendo misericordia e affidandosi nelle mani del Signore.

### La seconda visione
Terminata la visione, il monaco, estremamente scosso, chiede ai confratelli di intercedere per i suoi peccati e si immerge nella lettura dei Dialogi di Gregorio Magno, opera considerata tra i capostipiti del genere. In seguito, profondamente addormentato, ha un’altra visione in cui l’angelo precedentemente apparso, ma vestito di abiti candidi, lo guida attraverso i meravigliosi luoghi dell’aldilà. Le numerose anime incontrate da Wetti durante il suo viaggio, non sempre identificate chiaramente con un nome, sono divisibili in tre categorie: dannati, variamente sparsi in diversi luoghi di pena in un paesaggio montuoso, e eletti, cui è riservato un posto all’interno di una magnifica struttura, splendente per i materiali preziosi da cui è naturalmente costituita, tuttavia, a metà tra le due è riconoscibile anche un’altra serie di anime, sofferenti le stesse pene dei dannati negli stessi luoghi, ma a cui è riservato un destino di redenzione; tra queste è identificabile la figura di Carlo Magno, citato come re d’Italia e del Popolo Romano. Alla fine della visione, viene annunciata a Wetti la sua imminente morte.

### Conclusione
Svegliatosi, Wetti informa immediatamente i confratelli delle visioni avute e si premura che il contenuto del suo racconto venga immediatamente trascritto su tavolette cerate. Il mattino seguente, alla presenza di una ristretta cerchia di monaci, tra cui sono sicuramente presenti Heito e Erlebaldo, abate del monastero di Reichenau, racconta nuovamente dell'esperienza vissuta nell'aldilà e ne fa produrre un rapporto ufficiale. Trascorre poi le ultime ore prima della morte, che giungerà con la sera, raccomandandosi con i confratelli riguardo all'importanza della preghiera, soprattutto per i defunti, e della rettitudine mortale e scrivendo lettere per assicurarsi l'intercessione di più persone possibili.

## Interpretazione politica e didattica
L’opera, pur inserendosi sicuramente nel filone delle visioni politiche per la citazione di figure contemporanee in un contesto fortemente giudicante, mantiene comunque un forte valore di insegnamento morale, condannando atteggiamenti e stili di vita immorali (soffermandosi in particolare sui peccati di lussuria e avidità) e promulgando il valore di comportamenti virtuosi legati alla pratica della preghiera, dimostrando così la spiccata sensibilità dell’autore per la riforma morale del monachesimo.
Dal punto di vista politico, invece, la visione può essere letta come una riabilitazione, dopo l’ammenda ad Attigny nell’822, della figura di Ludovico il Pio, il cui entourage, indirettamente citato tra gli eletti, è virtuosamente contrapposto a Carlo Magno e alla schiera dei monaci peccatori, tra cui spicca Waldo, portatori di valori corrotti in un mondo precedente alla ventata riformistica dell’epoca di Ludovico il Pio.

## Principali differenze tra le due redazioni
La redazione in prosa di Heito fu la prima a essere scritta, probabilmente a ridosso dell'evento stesso nell'824. La redazione in versi fu invece redatta da Valafrido Strabone nell'826, su commissione di Adalgiso, altro monaco che avrebbe assistito alle visioni di Wetti e fu in un momento successivo dedicata all'arcicappelano di corte Grimaldo.
La redazione di Valafrido Strabone, che costituisce la prima elaborazione in versi dell’aldilà nell’occidente, non si limita a trasferire dalla prosa ai versi il contenuto dell’opera di Heito, ma la amplia incrementando i discorsi diretti e inserendo riflessioni morali (soprattutto invettive contro simoniaci e lussuriosi) e coraggiosi appelli politici a Ludovico il Pio accompagnati da critiche a Carlo Magno. Tuttavia, la struttura essenziale e le caratteristiche sostanziali dell’aldilà non sono modificate, così come è lasciata immutata la cornice narrativa della malattia di Wetti, a cui si aggiunge però anche la cornice più ampia del monastero di Reichenau nel suo complesso, trattato quasi come un vero e proprio personaggio. Una delle principali variazioni apportate riguarda sicuramente l’identificazione esplicita di numerosi personaggi (spesso attraverso l’espediente dell’acrostico) rimasti anonimi nella redazione in prosa. Valafrido Strabone dimostra inoltre una maggiore consapevolezza nell’utilizzo del genere delle visioni, incastonando all’interno dell’opera anche visioni concentriche in dialogo tra loro e conferendo maggiore spessore ai personaggi incontrati.
Infine, secondo l'interpretazione di Albrecht Diem, Heito, nella sua stesura della Visio Wettini, riferisce che Wetti, durante la propria visione, aveva ricevuto il rimprovero di non essere stato capace di adempiere il compito di educatore morale nel suo insegnamento ai giovani, contrastando le trasgressioni sessuali all'interno del monastero. Invece, Valafrido, allievo e amico di Wetti, cerca di ripristinare la reputazione del suo maestro, opponendo la sua stesura della Visio Wettini a quella di Heito per ridurre la gravità della colpa nei confronti di Wetti, precedentemente riportata da Heito, sulla sodomia.

## Tradizione manoscritta
La tradizione manoscritta della redazione in prosa della Visio Wettini è estremamente abbondante; essa è stata studiata da Ernst Dümmler e da Erich Kleinschmidt che hanno selezionato un numero ridotto di manoscritti per la loro chiarezza o per la loro provenienza da Reichenau. Incrociando i due studi è possibile individuare due diversi rami della tradizione.
1) Composto dai codici e contenenti il testo originale di Heito, privo di prefazione e divisione in capitoli
- Stuttgart, Württembergische Landesbibliothek, Donaueschingen 704, ff. 232v-238r (Ds), copia di un manoscritto di Reichenau, eseguita dal conte Wilhelm Werner von Zimmern (1485-1575) nella prima metà del XVI secolo.
- Karlsruhe, Badische Landesbibliothek, Aug. Perg. CXI, ff. 92r-97r (Aug), proveniente da Reichenau, risalente al secondo quarto del IX secolo.[13]

Secondo Kleinschmidt questo ramo della tradizione deriva dal cosiddetto Codice-Reginberto, perduto ma databile come precedente all’842, poiché descritto nell’inventario stilato dal bibliotecario di Reichenau Reginberto tra l’835 e l’842, tale codice sarebbe da ritenersi l’archetipo della tradizione. Secondo lo studio condotto da Christine E. Ineichen-Eder, è da considerarsi appartenente a questo ramo anche il codice Milano, Biblioteca Ambrosiana, I 89 sup., ff. 169r-172v, la cui storia è difficilmente ricostruibile: risalente al IX-X secolo, attestato a Bobbio nel XV secolo, ma quasi sicuramente prodotto in un altro monastero, si avanza l’ipotesi possa trattarsi di San Gallo, data la stretta relazione tra i due, ma anche Reichenau, che a sua volta ha un rapporto privilegiato con San Gallo.
2) Composto dai codici contenenti la redazione dell’opera in prosa di Heito rivista da Valafrido Strabone:
- Zürich, Zentralbibliothek, Rh. hist. 28, ff. 96r-107v (A), proveniente da Reichenau, risalente all’XI secolo.
- Bruxelles, Bibliothèque Royale Albert Ier, 10615-729, ff. 85v-87r (B), proveniente dall’abbazia di San Mattia a Treviri, risalente al XII secolo.
- Sankt Gallen, Stiftsbibliothek, 573, pp. 294-319 (D), proveniente da San Gallo, risalente al IX-X secolo.[14]
- Paris, Bibliothèque Nationale de France, lat. 18095, ff. 87r-95v (P), prodotto in area francese nel X secolo, posseduto dalla biblioteca capitolare di Notre Dame a Parigi dal XV secolo.[15]
- Città del Vaticano, Biblioteca Apostolica Vaticana, Reg. lat. 598, ff. 9v-16r (R), frammento di provenienza incerta risalente al X secolo, unito nell’attuale codice composito nel XIII-XIV secolo.